# Чемпіонат Європи з водних видів спорту 2021
35-й чемпіонат Європи з водних видів спорту (англ. 35rd European Aquatics Championships) проходить з 10 травня по 23 травня 2021 року в Будапешті, Угорщина.

## Загальний медальний залік
Країна-господар
| Місце   | Країна          | Золото | Срібло | Бронза | Загалом |
| ------- | --------------- | ------ | ------ | ------ | ------- |
| 1       | Росія           | 20     | 9      | 13     | 42      |
| 2       | Велика Британія | 12     | 13     | 7      | 32      |
| 3       | Італія          | 10     | 14     | 20     | 44      |
| 4       | Україна         | 7      | 5      | 2      | 14      |
| 5       | Нідерланди      | 6      | 6      | 1      | 15      |
| 6       | Угорщина        | 5      | 4      | 6      | 15      |
| 7       | Німеччина       | 5      | 2      | 4      | 11      |
| 8       | Франція         | 2      | 5      | 3      | 10      |
| 9       | Іспанія         | 1      | 4      | 2      | 7       |
| 10      | Греція          | 1      | 2      | 3      | 6       |
| 11      | Румунія         | 1      | 1      | 0      | 2       |
| 11      | Фінляндія       | 1      | 1      | 0      | 2       |
| 13      | Швеція          | 1      | 0      | 3      | 4       |
| 14      | Ізраїль         | 1      | 0      | 1      | 2       |
| 15      | Чехія           | 1      | 0      | 0      | 1       |
| 16      | Швейцарія       | 0      | 3      | 1      | 4       |
| 17      | Білорусь        | 0      | 2      | 2      | 4       |
| 18      | Австрія         | 0      | 1      | 2      | 3       |
| 19      | Данія           | 0      | 1      | 1      | 2       |
| 20      | Польща          | 0      | 1      | 0      | 1       |
| 20      | Болгарія        | 0      | 1      | 0      | 1       |
| 22      | Литва           | 0      | 0      | 1      | 1       |
| Загалом | Загалом         | 74     | 72     | 72     | 220     |

## Стрибки у воду

### Медальний залік
| Місце   | Країна          | Золото | Срібло | Бронза | Загалом |
| ------- | --------------- | ------ | ------ | ------ | ------- |
| 1       | Росія           | 5      | 4      | 4      | 15      |
| 2       | Німеччина       | 4      | 1      | 3      | 8       |
| 3       | Італія          | 2      | 3      | 1      | 6       |
| 4       | Велика Британія | 1      | 4      | 1      | 6       |
| 5       | Україна         | 1      | 0      | 2      | 3       |
| 6       | Швейцарія       | 0      | 1      | 0      | 1       |
| 7       | Швеція          | 0      | 0      | 1      | 1       |
| Загалом | Загалом         | 13     | 13     | 13     | 39      |

### Чоловіки
| Дисципліна                  | Золото                                 | Золото | Срібло                                 | Срібло | Бронза                                     | Бронза |
| --------------------------- | -------------------------------------- | ------ | -------------------------------------- | ------ | ------------------------------------------ | ------ |
| Трамплін 1 метр             | Патрік Гаусдінґ (GER)                  | 427,75 | Джек Лафер (GBR)                       | 402,90 | Джованні Точчі (ITA)                       | 402,50 |
| Трамплін 3 метри            | Євген Кузнецов (RUS)                   | 525,20 | Микита Шлейхер (RUS)                   | 505,80 | Мартін Вольфрам (GER)                      | 484,65 |
| Вишка 10 метрів             | Олександр Бондар (RUS)                 | 564,35 | Томас Дейлі (GBR)                      | 533,30 | Віктор Мінібаєв                            | 530,05 |
| Синхронний трамплін 3 метри | Німеччина Патрік Гаусдінґ Ларс Рудігер | 426,78 | Росія Євген Кузнецов Микита Шлейхер    | 415,47 | Україна Олександр Горшковозов Олег Колодій | 409,92 |
| Синхронна вишка 10 метрів   | Велика Британія Томас Дейлі Метью Лі   | 477,57 | Росія Олександр Бондар Віктор Мінібаєв | 471,96 | Німеччина Тімо Бартель Патрік Гаусдінґ     | 424,32 |

### Жінки
| Дисципліна                  | Золото                                 | Золото | Срібло                                | Срібло | Бронза                               | Бронза |
| --------------------------- | -------------------------------------- | ------ | ------------------------------------- | ------ | ------------------------------------ | ------ |
| Трамплін 1 метр             | Елена Бертокі (ITA)                    | 259,90 | Мішель Геймберг (SUI)                 | 255,55 | К'яра Пеллакані (ITA)                | 254,15 |
| Трамплін 3 метри            | Тіна Пунцель (GER)                     | 330,85 | К'яра Пеллакані (ITA)                 | 321,15 | Емма Гулстранд (SWE)                 | 319,60 |
| Вишка 10 метрів             | Анна Конанихіна (RUS)                  | 365,25 | Юлія Тімошиніна (RUS)                 | 329,20 | Андреа Спендоліні (GBR)              | 326,60 |
| Синхронний трамплін 3 метри | Німеччина Лена Гентшель Тіна Пунцель   | 307,29 | Італія Елена Берточчі К'яра Пеллачані | 307,20 | Росія Уляна Клюєва Віталія Корольова | 291,00 |
| Синхронна вишка 10 метрів   | Росія Катерина Беляєва Юлія Тимошиніна | 307,44 | Велика Британія Еден Чен Лоіс Тулсон  | 290,58 | Україна Ксенія Байло Софія Лискун    | 286,74 |

### Змішані змагання
| Дисципліна       | Золото                                                                 | Золото | Срібло                                                                                 | Срібло | Бронза                                                                | Бронза |
| ---------------- | ---------------------------------------------------------------------- | ------ | -------------------------------------------------------------------------------------- | ------ | --------------------------------------------------------------------- | ------ |
| Трамплін 3 метри | Італія Маттео Санторо К'яра Пеллакані                                  | 300,69 | Німеччина Лу Ноель Гай Массенберг Тіна Пунцель                                         | 294,27 | Росія Ілля Молчанов Віталія Королева                                  | 289,50 |
| Вишка 10 метрів  | Україна Олексій Середа Ксенія Байло                                    | 325,68 | Велика Британія Ноа Вільямс Андре Спендоліні-Сіріекс                                   | 307,32 | Росія Віктор Мінібаєв Катерина Беляєва                                | 302,58 |
| Команда          | Росія Євген Кузнєцов Віктор Мінібаєв Катерина Беляєва Христина Ільїних | 431,80 | Італія Андреас Сагрент Ларсен Рекардо Джіованіні К'яра Пеллакані Сара Джодоїн де Марія | 428,00 | Німеччина Патрік Гаусдінґ Луї Массенберг Тіна Пунцель Крістіна Вассен | 421,00 |

## Синхронне плавання

### Медальний залік
| Місце   | Країна   | Золото | Срібло | Бронза | Загалом |
| ------- | -------- | ------ | ------ | ------ | ------- |
| 1       | Росія    | 6      | 0      | 0      | 6       |
| 2       | Україна  | 4      | 4      | 0      | 8       |
| 3       | Іспанія  | 0      | 3      | 1      | 4       |
| 4       | Греція   | 0      | 2      | 1      | 3       |
| 5       | Білорусь | 0      | 1      | 2      | 3       |
| 6       | Італія   | 0      | 0      | 2      | 2       |
| 6       | Австрія  | 0      | 0      | 2      | 2       |
| 8       | Ізраїль  | 0      | 0      | 1      | 1       |
| 8       | Угорщина | 0      | 0      | 1      | 1       |
| Загалом | Загалом  | 10     | 10     | 10     | 30      |

### Результати
| Дисципліна                      | Золото | Золото  | Срібло | Срібло  | Бронза | Бронза  |
| ------------------------------- | --- | ------- | --- | ------- | --- | ------- |
| Соло технічна програма          | Марта Фєдіна (UKR) | 91,8445 | Євангелія Платаніоті (GRE) | 89,2897 | Василина Хандошка (BLR) | 87,7173 |
| Соло довільна програма          | Варвара Субботіна (RUS) | 96,4333 | Марта Фєдіна (UKR) | 93,7000 | Євангелія Платаніоті (GRE) | 90,8000 |
| Дует технічна програма          | Росія Світлана Колесніченко Світлана Ромашина | 96,2904 | Україна Марта Фєдіна Анастасія Савчук | 92,6862 | Австрія Анна-Марія Александріні Еіріні-Маріні Александріні | 89,4592 |
| Дует довільна програма          | Росія Світлана Колесніченко Світлана Ромашина | 97,9000 | Україна Марта Фєдіна Анастасія Савчук | 94,3333 | Австрія Анна-Марія Александріні Еіріні-Маріні Александріні | 90,8667 |
| Група технічна програма         | Росія Влада Чігірєва Світлана Колесніченко Світлана Ромашина Маріна Голядкіна Алла Шишкіна Вероніка Калініна Поліна Комар Марія Шурочкіна Майя Дорошко Олександра Пацкевич       | 95,6705 | Україна Марина Алексієва Владислава Алексієва Марта Фєдіна Катерина Резник Ксенія Сидоренко Анастасія Савчук Аліна Шинкаренко Єлизавета Яхно Олеся Дерев'янченко Вероніка Гришко                                        | 92,3920 | Іспанія Она Карбонелл Баллестеро Берта Феррерас Санц Меріткселл Мас Пуджадас Аліса Ожогіна Ожогін Паула Рамірес Іванес Сара Салдана Лопес Іріс Тіо Касас Бланка Толедано Лаут Абріл Конеса Прієто Сесілія Жеменес Нієто | 89,7700 |
| Група довільна програма         | Україна Марина Алексієва Владислава Алексієва Марта Фєдіна Катерина Резник Ксенія Сидоренко Анастасія Савчук Аліна Шинкаренко Єлизавета Яхно Олеся Дерев'янченко Вероніка Гришко | 95,0667 | Іспанія Она Карбонелл Баллестеро Берта Феррерас Санц Меріткселл Мас Пуджадас Аліса Ожогіна Ожогін Паула Рамірес Іванес Сара Салдана Лопес Іріс Тіо Касас Бланка Толедано Лаут Абріл Конеса Прієто Сесілія Жеменес Нієто | 91,2333 | Ізраїль Еден Блечер Шеллі Бобріцкі Майя Дорф Ной Газала Кетрін Кунін Ніколь Нашонов Аріель Нассер Поліна Приказчікова                                                                                                   | 86,8000 |
| Комбінація довільна програма    | Україна Марина Алексієва Владислава Алексієва Марта Фєдіна Катерина Резник Ксенія Сидоренко Анастасія Савчук Аліна Шинкаренко Єлизавета Яхно Олеся Дерев'янченко Вероніка Гришко | 94,700  | Греція Марія Алзігкозі Єлені Делігіанні Єлені Фрагкані Кристаленія Гіалама Пінелопі Карамезіу Зої Карангелу Данаї Каріорі Андріана Мізікевич Георгія Васілополу Віолета Зозоині                                         | 89,1000 | Білорусь Віра Буцель Маргарита Кірилюк Ганна Куцюн Яна Кудзіна Анастасія Навасіолава Валерія Пуз Анастасія Сувалава Ксенія Трацевская Олександра Висоцька Ксенія Куляшова                                               | 86,0667 |
| Хайлайт                         | Україна Марина Алексієва Владислава Алексієва Марта Фєдіна Катерина Резник Ксенія Сидоренко Анастасія Савчук Аліна Шинкаренко Єлизавета Яхно Олеся Дерев'янченко Вероніка Гришко | 95,3000 | Білорусь Віра Буцель Маргарита Кірилюк Ганна Куцюн Яна Кудзіна Анастасія Навасіолава Валерія Пуз Анастасія Сувалава Ксенія Трацевская Олександра Висоцька Ксенія Куляшова                                               | 86,5667 | Угорщина Анна Апаси Ніка Барта Каталін Чіллінг Лінда Фаркас Богларка Гакс Ліієн Гоц Ганна Гатала Сабіна Ганглер Лука Реня Анна Вікторія Сабо Далма Чоппу Аделін Регеня                                                  | 79,1000 |
| Змішаний дует довільна програма | Олеся Платонова Олександр Мальцев (RUS) | 93,9333 | Емма Гарсія По Рібес (ESP) | 86,5333 | Ізотта Спортеллі Ніколо Оглярі (ITA) | 81,8667 |
| Змішаний дует технічна програма | Майя Гарбанбердієва Олександр Мальцев (RUS) | 91,7963 | Емма Гарсія По Рібес (ESP) | 84,8694 | Ізотта Спортеллі Ніколо Оглярі (ITA) | 77,4281 |

## Плавання

### Медальний залік
Країна господар
| Місце   | Країна          | Золото | Срібло | Бронза | Загалом |
| ------- | --------------- | ------ | ------ | ------ | ------- |
| 1       | Велика Британія | 11     | 9      | 6      | 26      |
| 2       | Росія           | 9      | 5      | 8      | 22      |
| 3       | Італія          | 5      | 8      | 13     | 26      |
| 4       | Угорщина        | 5      | 3      | 4      | 12      |
| 5       | Нідерланди      | 4      | 7      | 2      | 12      |
| 6       | Україна         | 2      | 1      | 0      | 3       |
| 7       | Франція         | 1      | 2      | 2      | 5       |
| 8       | Іспанія         | 1      | 1      | 1      | 3       |
| 9       | Румунія         | 1      | 1      | 0      | 2       |
| 9       | Фінляндія       | 1      | 1      | 0      | 2       |
| 11      | Швеція          | 1      | 0      | 2      | 3       |
| 12      | Греція          | 1      | 0      | 2      | 3       |
| 13      | Чехія           | 1      | 0      | 0      | 1       |
| 13      | Ізраїль         | 1      | 0      | 0      | 1       |
| 15      | Швейцарія       | 0      | 1      | 2      | 3       |
| 16      | Данія           | 0      | 1      | 1      | 2       |
| 17      | Австрія         | 0      | 1      | 0      | 1       |
| 17      | Польща          | 0      | 1      | 0      | 1       |
| 17      | Болгарія        | 0      | 1      | 0      | 1       |
| 20      | Литва           | 0      | 0      | 1      | 1       |
| Загалом | Загалом         | 44     | 44     | 42     | 130     |

### Чоловіки
| Дисципліна                      | Золото                                                                      | Золото   | Срібло                                                                   | Срібло   | Бронза                                                                    | Бронза   |
| ------------------------------- | --------------------------------------------------------------------------- | -------- | ------------------------------------------------------------------------ | -------- | ------------------------------------------------------------------------- | -------- |
| 50 м вільним стилем             | Арі-Пекка Лукконен (FIN)                                                    | 21.61    | Венджамін Прауд (GBR)                                                    | 21.69    | Крістіан Гколомеєв (GRE)                                                  | 21.73    |
| 100 м вільним стилем            | Климент Колесников (RUS)                                                    | 47.37    | Алессандро Мірессі (ITA)                                                 | 47.45    | Андрій Мінаков (RUS)                                                      | 47.74    |
| 200 м вільним стилем            | Мартин Малюкін (RUS)                                                        | 1:44.79  | Данкан В Скотт (GBR)                                                     | 1:45.19  | Томас Дін (GBR)                                                           | 1:45.34  |
| 400 м вільним стилем            | Мартин Малюкін (RUS)                                                        | 3:44.63  | Фелікс Аубок (AUT)                                                       | 3:44.63  | Данас Папсус (LTU)                                                        | 3:45.39  |
| 800 м вільним стилем            | Михайло Романчук (UKR)                                                      | 7:42.61  | Грегоріо Пальтріньєрі (ITA)                                              | 7:43.62  | Габріеле Детті (ITA)                                                      | 7:46.10  |
| 1500 м вільним стилем           | Михайло Романчук (UKR)                                                      | 14:39.89 | Грегоріо Пальтріньєрі (ITA)                                              | 14:44.63 | Доменіко Ачеренца (ITA)                                                   | 14:42.91 |
|                                 |                                                                             |          |                                                                          |          |                                                                           |          |
| 50 м на спині                   | Климент Колесников (RUS)                                                    | 23.80    | Роберт-Андрей Глінта (ROU)                                               | 24.42    | Г'юго Гонсалез де Олівейра (ESP)                                          | 24.47    |
| 100 м на спині                  | Роберт-Андрей Глінта (ROU)                                                  | 52.88    | Г'юго Гонсалез де Олівейра (ESP)                                         | 52.90    | Апостолос Гристов (GRE) Йохан Ндуе Брояр (FRA)                            | 52.97    |
| 200 м на спині                  | Євген Рилов (RUS)                                                           | 1:54.46  | Люк Грінбенк (GBR)                                                       | 1:54.62  | Роман Мітюков (SUI)                                                       | 1:56.33  |
|                                 |                                                                             |          |                                                                          |          |                                                                           |          |
| 50 м брасом                     | Адам Піті (GBR)                                                             | 57.66    | Арно Каммінга (NED)                                                      | 58.10    | Джеймс Вілбі (GBR)                                                        | 58.58    |
| 100 м брасом                    | Адам Піті (GBR)                                                             | 26.21    | Ілля Шиманович (BLR)                                                     | 26.55    | Ніколо Мартіненгі (ITA)                                                   | 26.68    |
| 200 м брасом                    | Антон Чупков (RUS)                                                          | 2:06.99  | Арно Каммінга (NED)                                                      | 2:07.35  | Ерік Перссон (SWE)                                                        | 2:07.66  |
|                                 |                                                                             |          |                                                                          |          |                                                                           |          |
| 50 м батерфляєм                 | Себастьян Жабо (HUN)                                                        | 23.00    | Андрій Говоров (UKR)                                                     | 23.01    | Андрій Жилкін (RUS)                                                       | 23.08    |
| 100 м батерфляєм                | Крістоф Мілак (HUN)                                                         | 50.18    | Джозіф Міладінов (BUL)                                                   | 50.93    | Джеймс Гай (GBR)                                                          | 50.99    |
| 200 м батерфляєм                | Крістоф Мілак (HUN)                                                         | 1:51.10  | Фредеріко Бурдіссо (ITA)                                                 | 1:54.28  | Тамаш Кендереші (HUN)                                                     | 1:54.43  |
|                                 |                                                                             |          |                                                                          |          |                                                                           |          |
| 200 м комплексом                | Г'юго Гонсалез де Олівейра (ESP)                                            | 1:56.76  | Джеремі Деспланше (SUI)                                                  | 1:56.95  | Альберто Раззетті (ITA)                                                   | 1:57.25  |
| 400 м комплексом                | Ілля Бородін (RUS)                                                          | 4:10.02  | Альберто Раззетті (ITA)                                                  | 4:11.17  | Макс Лайтфілд (GBR)                                                       | 4:11.56  |
|                                 |                                                                             |          |                                                                          |          |                                                                           |          |
| естафета 4×100 м вільним стилем | Росія Андрій Мінаков Олександр Щоголев Владислав Гріньов Климент Колесников | 3:10.41  | Велика Британія Томас Дін Метью Річардс Джеймс Гай Данкан Скотт          | 3:11.56  | Італія Алессандро Мірессі Лоренцо Заззері Томас Цеккон Мануель Фріго      | 3:11.87  |
| естафета 4×200 м вільним стилем | Росія Мартин Малютін Олександр Щоголев Олександр Краснух Михайло Веховищев  | 3:10.41  | Велика Британія Томас Дін Метью Річардс Джеймс Гай Данкан Скотт          | 7:04.61  | Італія Стефано Балло Матео К'ямпі Марко ді Туліо Стефано Ді Кола          | 7:06.05  |
|                                 |                                                                             |          |                                                                          |          |                                                                           |          |
| естафета 4×100 м комплексом     | Велика Британія Люк Гринбенк Адам Піті Джеймс Гай Данкан Скотт              | 3:28.59  | Росія Климент Колесников Кирило Пригода Михайло Веховищев Андрій Мінаков | 3:29.50  | Італія Томас Чекон Ніколо Мартіненгі Федеріко Бурдіссо Алессандро Мірессі | 3:29.93  |

### Жінки
| Дисципліна                      | Золото                                                                   | Золото   | Срібло                                                                      | Срібло   | Бронза                                                                           | Бронза   |
| ------------------------------- | ------------------------------------------------------------------------ | -------- | --------------------------------------------------------------------------- | -------- | -------------------------------------------------------------------------------- | -------- |
| 50 м вільним стилем             | Раномі Кромовідьойо (NED)                                                | 23.97    | Пернілле Блуме (DEN) Катаржина Васік (POL)                                  | 24.17    | Не присуджувалась                                                                |          |
| 100 м вільним стилем            | Фемке Гемскерк (NED)                                                     | 53.05    | Марі Ваттель (FRA)                                                          | 53.32    | Анна Гопкін (GBR)                                                                | 53.43    |
| 200 м вільним стилем            | Барбора Сіманова (CZE)                                                   | 1:56.27  | Федеріка Пеллегріні (ITA)                                                   | 1:56.29  | Фрю Андерсон (GBR)                                                               | 1:56.42  |
| 400 м вільним стилем            | Сімона Квадарелла (ITA)                                                  | 4:04.66  | Анна Єгорова (RUS)                                                          | 4:06.05  | Богларка Капаш (HUN)                                                             | 4:06.90  |
| 800 м вільним стилем            | Сімона Квадарелла (ITA)                                                  | 8:20.23  | Анастасія Кірпічнікова (RUS)                                                | 8:21.86  | Анна Єгорова (RUS)                                                               | 8:26.56  |
| 1500 м вільним стилем           | Сімона Квадарелла (ITA)                                                  | 15:53.59 | Анастасія Кірпічнікова (RUS)                                                | 16:01.06 | Мартіна Рита Карамігнолі (ITA)                                                   | 16:05.81 |
|                                 |                                                                          |          |                                                                             |          |                                                                                  |          |
| 50 м на спині                   | Кіра Туссен (NED)                                                        | 27.36    | Кейтлін Доусон (GBR)                                                        | 27.46    | Макі де Вард (NED)                                                               | 27.74    |
| 100 м на спині                  | Кейтлін Доусон (GBR)                                                     | 58.18    | Кіра Туссен (NED)                                                           | 59.02    | Марія Каменева (RUS)                                                             | 59.13    |
| 200 м на спині                  | Маргеріта Панзієра (ITA)                                                 | 2:06.08  | Кассі Вайлд (GBR)                                                           | 2:07.74  | Каталін Буріан (HUN)                                                             | 2:07.87  |
|                                 |                                                                          |          |                                                                             |          |                                                                                  |          |
| 50 м брасом                     | Бенедетта Пілато (ITA)                                                   | 29.35    | Іда Гулкко (FIN)                                                            | 30.19    | Юлія Єфімова (RUS)                                                               | 30.22    |
| 100 м брасом                    | Софі Генссон (SWE)                                                       | 1:05.69  | Аріанна Кастігліоні (ITA)                                                   | 1:06.13  | Мартіна Карраро (ITA)                                                            | 1:06.21  |
| 200 м брасом                    | Моллі Реншоу (GBR)                                                       | 2:21.34  | Ліза Мамі (SUI)                                                             | 2:22.05  | Юлія Єфімова (RUS)                                                               | 2:22.16  |
|                                 |                                                                          |          |                                                                             |          |                                                                                  |          |
| 50 м батерфляєм                 | Раномі Кромовідьойо (NED)                                                | 25.30    | Мелані Енік (FRA)                                                           | 25.46    | Емілі Векманн (DEN)                                                              | 25.59    |
| 100 м батерфляєм                | Анна Нтонтунакі (GRE) Марі Ватель (FRA)                                  | 57.37    | Не присуджувалась                                                           |          | Луїза Ганссон (SWE)                                                              | 57.56    |
| 200 м батерфляєм                | Богларка Капаш (HUN)                                                     | 2:06.50  | Катінка Хоссу (HUN)                                                         | 2:08.14  | Світлана Чімрова (RUS)                                                           | 2:08.55  |
|                                 |                                                                          |          |                                                                             |          |                                                                                  |          |
| 200 м комплексом                | Анастасія Горбенко (ISR)                                                 | 2:09.99  | Еббі Вуд (GBR)                                                              | 2:10.03  | Катінка Хоссу (HUN)                                                              | 2:10.12  |
| 400 м комплексом                | Катінка Хоссу (HUN)                                                      | 4:34.76  | Вікторія Міхаливарі (HUN) Еймі Віллмотт (GBR)                               | 4:36.81  | Не присуджувалась                                                                |          |
|                                 |                                                                          |          |                                                                             |          |                                                                                  |          |
| естафета 4×100 м вільним стилем | Велика Британія Люсі Гоуп Анна Гопкін Еббі Вуд Фрю Андерсон              | 3:34.17  | Нідерланди Раномі Кромовідьойо Кіра Туссен Марріт Стінбергер Фемке Гемскерк | 3:34.29  | Франція Марі Ваттель Шарлотта Бонне Онучка Мартен Асся Туаті                     | 3:35.92  |
| естафета 4×200 м вільним стилем | Велика Британія Люсі Гоуп Темрин Ван Селм Голлі Гібботт Фрю Андерсон     | 7:53.15  | Угорщина Сюзанна Якабош Фанні Фабіан Лаура Верес Богдарка Караш             | 7:56.26  | Італія Стефанія Піроззі Сара Гаіллі Сімона Квадарелла Федеріка Пеллегріні        | 7:56.72  |
|                                 |                                                                          |          |                                                                             |          |                                                                                  |          |
| естафета 4×100 м комплексом     | Велика Британія Люсі Гоуп Моллі Реншоу Лаура Кейтлін Стівенс Анна Гопкін | 3:54.01  | Росія Марія Каменева Юлія Єфімова Світлана Чімрова Аріна Суркова            | 3:56.25  | Італія Маргеріта Панзієра Аріанна Кастігліоні Єлена Ді Ліддо Федеріка Пеллегріні | 3:56.30  |

### Змішані
| Дисципліна                      | Золото                                                          | Золото  | Срібло                                                                      | Срібло  | Бронза                                                                        | Бронза  |
| ------------------------------- | --------------------------------------------------------------- | ------- | --------------------------------------------------------------------------- | ------- | ----------------------------------------------------------------------------- | ------- |
| естафета 4×100 м вільним стилем | Велика Британія Фрю Андерсон Анна Гопкін Томас Дін Данкан Скотт | 3:22.07 | Нідерланди Раномі Кромовідьойо Фемке Гемскерк Джесс Пуц Стен Підженбург     | 3:22.26 | Італія Сільвія ді П'єтро Федеріка Пеллегріні Томас Чекон Алессандро Міреззі   | 3:22.64 |
| естафета 4×200 м вільним стилем | Велика Британія Томас Дін Джеймс Гай Еббі Вуд Фрю Андерсон      | 7:26.67 | Італія Стефано Балло Стефано ді Кола Федеріка Пеллегріні Маргерита Панзієра | 7:29.35 | Росія Олександр Щоголев Олександр Краснух Анна Єгорова Анастасія Кірпічікова  | 7:31.54 |
| естафета 4×100 м комплексом     | Велика Британія Кетлін Доусон Анна Гопкін Адам Петі Джеймс Гай  | 3:38.82 | Нідерланди Кіра Тусен Фемке Гемскерк Арно Каммінга Нілс Костанге            | 3:41.28 | Італія Маргеріта Панзієра Єлена Ді Ліддо Ніколо Мартіненгі Алессандро Міреззі | 3:42.30 |

## Плавання на відкритій воді

### Медальний залік
| Місце   | Країна     | Золото | Срібло | Бронза | Загалом |
| ------- | ---------- | ------ | ------ | ------ | ------- |
| 1       | Італія     | 3      | 2      | 3      | 8       |
| 2       | Нідерланди | 2      | 0      | 0      | 2       |
| 3       | Франція    | 1      | 3      | 1      | 5       |
| 4       | Німеччина  | 1      | 1      | 1      | 3       |
| 5       | Угорщина   | 0      | 1      | 1      | 2       |
| 6       | Росія      | 0      | 0      | 1      | 1       |
| Загалом | Загалом    | 7      | 7      | 7      | 21      |

### Чоловіки
| Дисципліна | Золото                      | Золото    | Срібло                   | Срібло    | Бронза                 | Бронза    |
| ---------- | --------------------------- | --------- | ------------------------ | --------- | ---------------------- | --------- |
| 5 км       | Грегоріо Пальтріньєрі (ITA) | 55:43.3   | Марк-Антуан Олів'є (FRA) | 55:45.1   | Даріо Верані (ITA)     | 55:46.6   |
| 10 км      | Грегоріо Пальтріньєрі (ITA) | 1:51:30.6 | Марк-Антуан Олів'є (FRA) | 1:51:41.7 | Флоріан Веллброк (GER) | 1:51:42.0 |
| 25 км      | Аксель Реймонд (FRA)        | 4:35:59.8 | Матео Фурлан (ITA)       | 4:36:05.1 | Кирило Абросімов (RUS) | 4:36:06.2 |

### Жінки
| Дисципліна | Золото                    | Золото    | Срібло                   | Срібло    | Бронза                 | Бронза    |
| ---------- | ------------------------- | --------- | ------------------------ | --------- | ---------------------- | --------- |
| 5 км       | Шарон ван Раувендал (NED) | 58:45.2   | Джулія Габбріелеші (ITA) | 58:49.3   | Ошіа Касіньол (FRA)    | 58:51.4   |
| 10 км      | Шарон ван Раувендал (NED) | 1:59:12.7 | Анна Олаз (HUN)          | 1:59:13.0 | Ракеле Бруні (ITA)     | 1:59:15.1 |
| 25 км      | Лія Бой (GER)             | 4:53:57.0 | Лара Грангеон (FRA)      | 4:54:58.4 | Барбара Поззобон (ITA) | 4:54:58.7 |

### Змішані
| Дисципліна             | Золото | Золото  | Срібло    | Срібло  | Бронза   | Бронза  |
| ---------------------- | ------ | ------- | --------- | ------- | -------- | ------- |
| Командні змагання 5 км | Італія | 54:09.0 | Німеччина | 54:18.0 | Угорщина | 54:18.5 |